# Miagrammopes scoparius
Miagrammopes scoparius är en spindelart som beskrevs av Simon 1891. Miagrammopes scoparius ingår i släktet Miagrammopes och familjen krusnätsspindlar. Inga underarter finns listade i Catalogue of Life.